# Haghtanak, Tavush
Haghtanak là một đô thị thuộc tỉnh Tavush, Armenia. Dân số ước tính năm 2011 là 1190 người.